# Nitrificació

Cicle del nitrogen

La nitrificació és l'oxidació biològica de l'amoni amb oxigen a nitrit seguida per l'oxidació d'aquests nitrits a nitrats. La degradació de l'amoni a nitrit és normalment el pas limitant de la taxa de la nitrificació. La nitrificació és un pas important en el cicle del nitrogen en el sòl. Aquest procés va ser descobert pel microbiòleg rus Serguei Vinogradski.

## Microbiologia i ecologia
L'oxidació de l'amoni a nitrit la fan dos grups d'organismes, bacteris (ammonia-oxidizing bacteria, AOB) i arqueus que oxiden l'amoni (ammonia-oxidizing archaea, AOA). Els bacteris nistrificants es troben entre els betaproteobacteris i gammaproteobacteris. El 2005 es va aïllar i descriure el primer arqueu nitrificant Nitrosopumilus maritimust. Posteriorment se n'han descrit d'altres i el seu estudi filogenètic va donar suport a la creació del fílum Thaumarchaeota. En els sòls, els bacteris nitrificants més estudiats pertanyen als gèneres Nitrosomonas i Nitrosococcus. Els arqueus nitrificants dominen en sòls i ambients marins,
El segon pas (oxidació de nitrit a nitrat) el fan (principalment) bacteris del gènere Nitrobacter. Tots dos passos produeixen energia.
La nitrificació té un paper important en el procés de llevar el nitrogen de les aigües residuals urbanes. El principal cost és el de l'aireació (donar oxigen al reactor) i l'aportació d'una font de carboni addicional, metanol, per a la desnitrificació.
La nitrificació també es pot esdevenir en l'aigua potable.
Junt amb l'amonificació, la nitrificació forma un procés de mineralització en el sòl que completa la descomposició de la matèria orgànica, i allibera compostos de nitrogen.

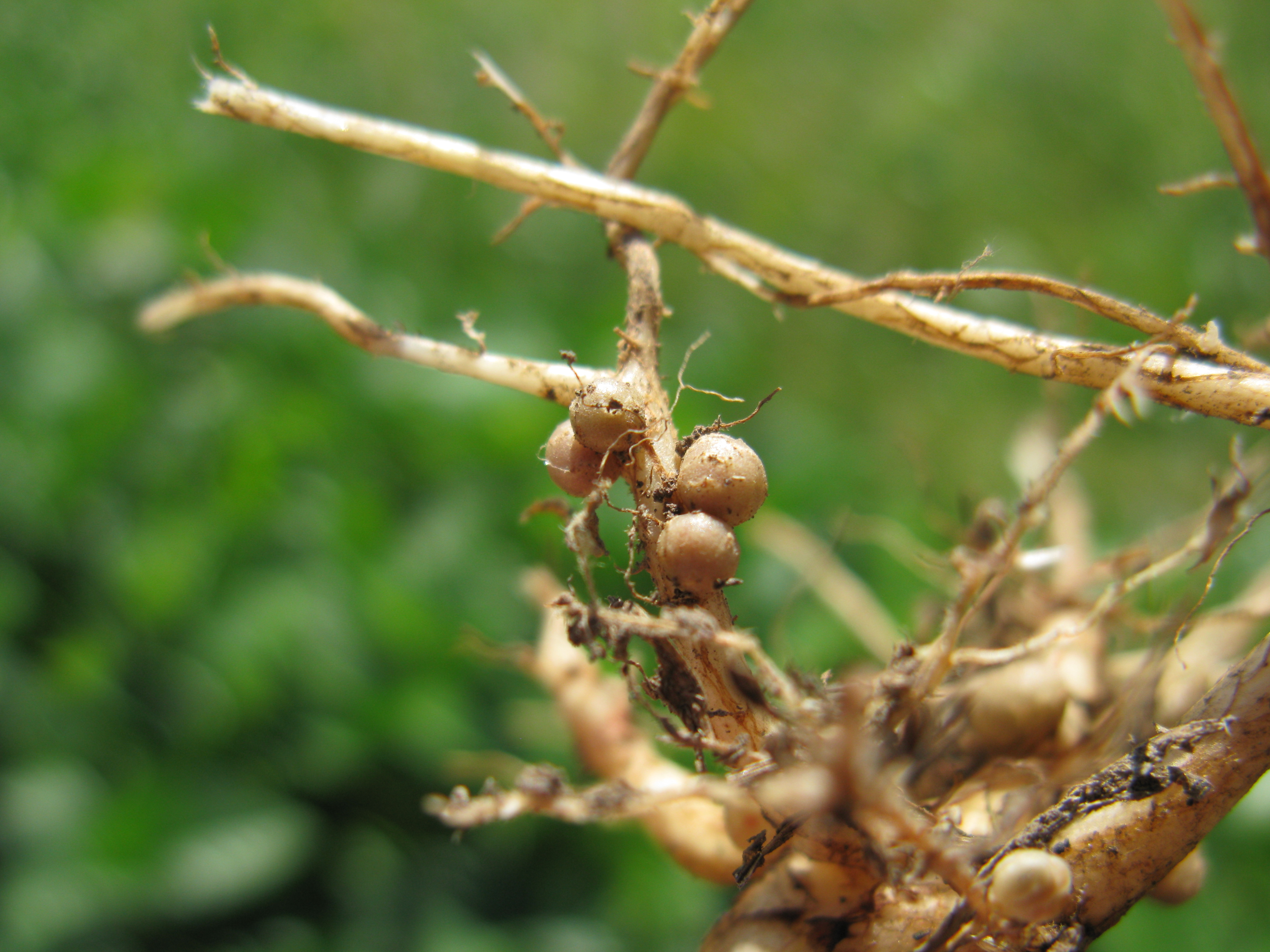
Nòduls formats en arrels a causa de la simbiosi amb bacteris que transformen nitrogen. Les plantes obtenen nitrogen de la relació i els bacteris s'allotgen i s'alimenten. Espècie: Vigna unguiculata.

## Química
La nitrificació és un procés d'oxidació del compost nitrogenat (efectivament, la pèrdua d'electrons de l'àtom de nitrogen cap als àtoms d'oxigen):
1. NH₃ + CO₂ + 1.5 O₂ + Nitrosomonas → NO₂- + H₂O + H+
2. NO₂- + CO₂ + 0.5 O₂ + Nitrobacter → NO₃-
3. NH₃ + O₂ → NO₂− + 3H+ + 2e−
4. NO₂− + H₂O → NO₃− + 2H+ + 2e−